# Lauritz
Lauritz eller Laurits är en dansk form av Laurentius, som betyder lagerkrönt. Det äldsta belägget av Lauritz i Sverige är från år 1820.
1986 - 1992 hade Lauritz namnsdag 15 januari, tillsammans med det besläktade Laura.

## Personer med namnet Lauritz/Laurits
- Lauritz Bergendahl, norsk skidlöpare
- Lauritz Falk, norsk-svensk skådespelare
- Laurits Nicolai Hvidt, dansk affärsman och politiker
- Lauritz Melchior, dansk operasångare och skådespelare
- Laurits Thura, dansk biskop och psalmförfattare
- Lauritz Weibull, svensk professor i historia